# Радіоприймач прямого перетворення
Радіоприймач прямого перетворення (також може називатися гомодин, синхродин або радіоприймач з нульовою проміжною частотою) — тип радіоприймача, у якому демодуляція вхідного сигналу відбувається у синхронному режимі з використанням місцевого генератора, частота якого дорівнює (або дуже близька) частоті сигналу, що приймається. Дана відмінність є ключовою у порівнянні з супергетеродином, у якому перед демодуляцією присутня додаткова стадія перетворення у проміжну частоту.

## Принцип роботи

Структурна схема радіоприймача прямого перетворення

Структурну схему радіоприймача прямого перетворення наведено на діаграмі. Сигнал з антени подається на вхідний контур або фільтр Z1, налаштований на частоту станції, що приймається. Перетворення модульованого сигналу на сигнал потрібної частоти (наприклад, звукової) відбувається лише у одному перетворювачі U1. Це спрощує схему у порівнянні з супергетеродином, де присутні як мінімум два перетворення, а також усуває такий недолік супергетеродина, як дзеркальний канал приймання.
Частота гетеродину (Het) у приймачі прямого перетворення встановлюється такою ж, як і частота станції, що приймається, а все підсилення здійснюється на частоті демодульованого сигналу (наприклад, на звуковій частоті, якщо приймач призначено для приймання аудіо-сигналу). Перед підсилювачем, як правило, міститься фільтр Z2, що виділяє потрібну смугу частот з суміші сигналів, які надходять з перетворювача.

## Особливості побудови
Для досягнення порівняних з супергетеродином параметрів, у яких основне підсилення здійснюється на проміжній частоті, приймач прямого підсилення повинен забезпечувати адекватне підсилення на низькій (англ. baseband) частоті.
Іншою особливостю приймачів прямого перетворення є неможливість простого приймання радіостанцій з амплітудною модуляцією, що у інших приймачах (детекторний, прямого підсилення, супергетеродин) досягається простим детектор обвідної.
Для демодуляції сигналів АМ або ЧМ, широко використовуваних у радіомовленні, у приймачах прямого перетворення доводиться вдаватися до фазового автопідлаштування частоти гетеродина до частоти-носія сигналу — рішення, значно складнішого за діодний детектор АМ або ЧМ. Втім, необхідності схеми ФАПЧ можна уникнути, застосовуючи квадратурний детектор з наступною цифровою обробкою сигналів. Наприклад, у програмно реалізованому радіоприймачі два сигнали з виходу квадратурного детектора можна обробити будь-яким алгоритмом демодуляції і/або фільтрування.[джерело?] З масовим розповсюдженням мікропроцесорної техніки цей метод знаходить все ширше[яке?] застосування.

## Історія створення і застосування
Перші приймачі прямого перетворення з'явилися на початку 20-го століття, коли ще не винайшли електронну лампу. Радіозв'язок у ті часи вівся на наддовгих і довгих хвилях (десятки і сотні кілогерц), передавачі були іскровими і дуговими, а приймачі — детекторними. У процесі експериментів було виявлено, що чутливість приймача до слабких сигналів суттєво зростає, якщо до його входу під'єднати власний малопотужний генератор, що працює на частоті сигналу, який приймається. Якщо приймалися телеграфні сигнали (CW), на виході такого приймача було чутно сигнал «биття» — звукової частоти, що дорівнює різниці частоти-носія станції і власного генератора (гетеродина). Першими гетеродинами були електромашинні генератори, згодом їм на зміну прийшли генератори на електронних лампах.
До 1940-х років супергетеродини і приймачі прямого підсилення (часто з регенеративним детектором) витіснили приймачі прямого перетворення: основне підсилення у приймачі прямого перетворення здійснюється на низькій частоті, а збудувати підсилювач НЧ з високою чутливістю і малим рівнем шумів на елементній базі тих часів було складно.
Поява у 1960-1970-х роках нової елементної бази, такої, як транзистори і (згодом) аналогові мікросхеми, спричинила відновлення інтересу до приймачів прямого перетворення. З'ясувалося, що при достатньо простій конструкції характеристики приймачів прямого перетворення наближаються до супергетеродинних.

## Переваги
У деяких схемах змішувачів частота гетеродина має бути вдвічі нижчою за частоту станції, що приймається. Приймач прямого перетворення з таким змішувачем зручно застосовувати для приймання сигналів надвисокої частоти.
Побудова фільтру на потрібну частоту зрізу (наприклад, 3 кГц у випадку SSB) не є складною на низьких частотах. Завдяки такому фільтрові, що відсікає всі непотрібні сигнали і їх суміші, видані змішувачем, приймач прямого перетворення забезпечує високу селективність.

## Недоліки
У приймачі прямого перетворення рівень вихідного сигналу може варіюватися досить сильно для різних вхідних сигналів (у супергетеродинах цю проблему усувають шляхом введення автоматичного регулювання підсилення по проміжній частоті). Дана проблема є однією з головних, що частково обмежують практичне застосування такого типу приймачів.
Підсилювач низької (звукової) частоти, що має чутливість одиниці мікровольт, разом з потрібним сигналом здатен підсилювати сигнали завад, що наводяться на його вхідних колах (наприклад, фон промислової частоти 50 або 60 герц).

### Сучасне застосування
Приймачі прямого перетворення застосовуються у аматорському радіозв'язку.